# Embrikstrandia bimaculata
Embrikstrandia bimaculata là một loài bọ cánh cứng trong họ Cerambycidae.